# Kleurmerk
Een kleurmerk is een handelsmerk waarbij één of meer kleuren worden gebruikt om de waren en diensten van een onderneming te onderscheiden van die van andere ondernemingen.
Het Hof van Justitie van de EG heeft in Libertel Groep BV tegen Benelux Merkenbureau (zaak C-104/01) op 6 mei 2003 uiteengezet waar een kleurmerk aan moet voldoen om binnen de Europese Unie te kunnen worden geregistreerd. Hieruit volgt onder meer dat voor kleuren niet snel wordt aangenomen dat het voldoende onderscheidend vermogen heeft. Dat is slechts het geval wanneer de kleur echt als onderscheidend teken voor de onderneming is ingeburgerd. Bovendien volgt er uit dat rekening dient te worden gehouden met het algemeen belang dat de beschikbaarheid van kleuren niet te veel wordt beperkt voor anderen.
Bekende kleurmerken zijn bijvoorbeeld de kleur groen die door BP wordt gebruikt, de typerende blauwe kleur van IBM en magenta van T-Mobile/Deutsche Telekom.